# Fisciano
Fisciano község (comune) Olaszország Campania régiójában, Salerno megyében.

## Fekvése
A település Salerno városától 10 kilométerre fekszik északi irányban a Solofrana völgyében, részben pedig a település fölé magasodó Monte Monna lejtőin. Határai: Baronissi, Calvanico, Castiglione del Genovesi, Giffoni Sei Casali, Mercato San Severino, Montoro Inferiore és Montoro Superiore .

## Története
A település neve valószínűleg a latin fitsanus szóbl származik, amelynek jelentése állomás, pihenőhely. A területén feltárt nekropoliszok arra engednek következtetni, hogy a vidék első telepesei az oszkok voltak, a paestumi görögök örök ellenfelei. Később a rómaiak fennhatósága alá került, majd a Nyugatrómai Birodalom bukása után a bizánciak, longobárdok, majd a normannok szerezték meg. 1553-ig a befolyásos nápolyi Sanseverino család birtoka volt, utána többször is gazdát cserélt. Önállóságát 1810-ben nyerte el, amikor a Nápolyi Királyságban felszámolták a feudalizmust. Itt található a Salernói Tudományegyetem rektori hivatala és campusa. 

## Népessége
A népesség számának alakulása:

## Főbb látnivalói
- Palazzo del Falco nemesi palota
- az 1600-as évek elején épült karmelita San Giuseppe-kolostor
- a 18. századi barokk San Vincenzo Ferreri-templom